# Дюпина, Евгения Андреевна
Евге́ния Андре́евна Дю́пина (род. 30 июня 1994 года) — российская хоккеистка, нападающий сборной России.

## Карьера
Хоккеистка начала свою карьеру в городе Одинцово в 2003 году, где и училась первоначальным навыкам хоккея. Первым тренером стал её отец Андрей Дюпин.
В 2007 году стала бронзовым призёром 3 зимней Спартакиады учащихся России в городе Новосибирске с командой сборной Московской области под руководством главного тренера Дюпина Андрея.
С мая 2009 года по май 2013 года выступала за ДЮСШ «Серебряные акулы». По окончании получила 2 спортивный разряд.
В 2009 году заняла 1 место на 4 зимней Спартакиаде учащихся России в городе Нижний Тагил со сборной Москвы. Получила КМС (кандидат в мастера спорта)
В 2011 году заняла 1 место на 5 зимней Спартакиаде учащихся России в городе Екатеринбург со сборной Москвы.
С 2014 по 2020 год выступала за петербургский клуб «Динамо».
17 августа 2020 года стала игроком СК «Горный». С ноября 2020 года в связи расформированием СК «Горный» выступала за петербургскую «Динамо-Неву». 21 мая 2021 года стало известно, что клуб и хоккеистка расторгли контракт по обоюдному согласию.
29 мая 2021 года стало известно, что хоккеистка стала игроком «Торнадо», подписав контракт с клубом на один сезон.

### В сборной
В 2011 году становится чемпионкой мира (U18).
Серебряный призёр Универсиады 2013 года.
Чемпионка Универсиад 2015, 2017, 2019 годов.
Участница чемпионатов мира 2012, 2015 и. 2017 годов.
Участница Олимпиады 2018 года.

## Личная жизнь
Дочь Андрея Дюпина. Сестра Владислава Дюпина. В октябре 2022 года вышла замуж за хоккеиста Андрея Сигарёва.